# 鏽色鸚嘴魚
鏽色鸚嘴魚（学名：Scarus ferrugineus）為輻鰭魚綱鱸形目隆頭魚亞目鸚哥魚科的其中一種，分布於西印度洋的紅海及亞丁灣海域，棲息深度1-60公尺，本魚體延長而略側扁，頭部輪廓呈平滑的弧型，終端形成魚體色是多彩的、明亮的、大多是藍綠色的，但在初始階段，這些魚經常成群結隊地出現，體色為呈棕色，有淺色和深色條紋以及黃色的尾巴，體長可達41公分，棲息在臨海礁坡，以藻類為食，可做為食用魚。
其种加词“ferrugineus”意为“锈色的”、“深红色的”。

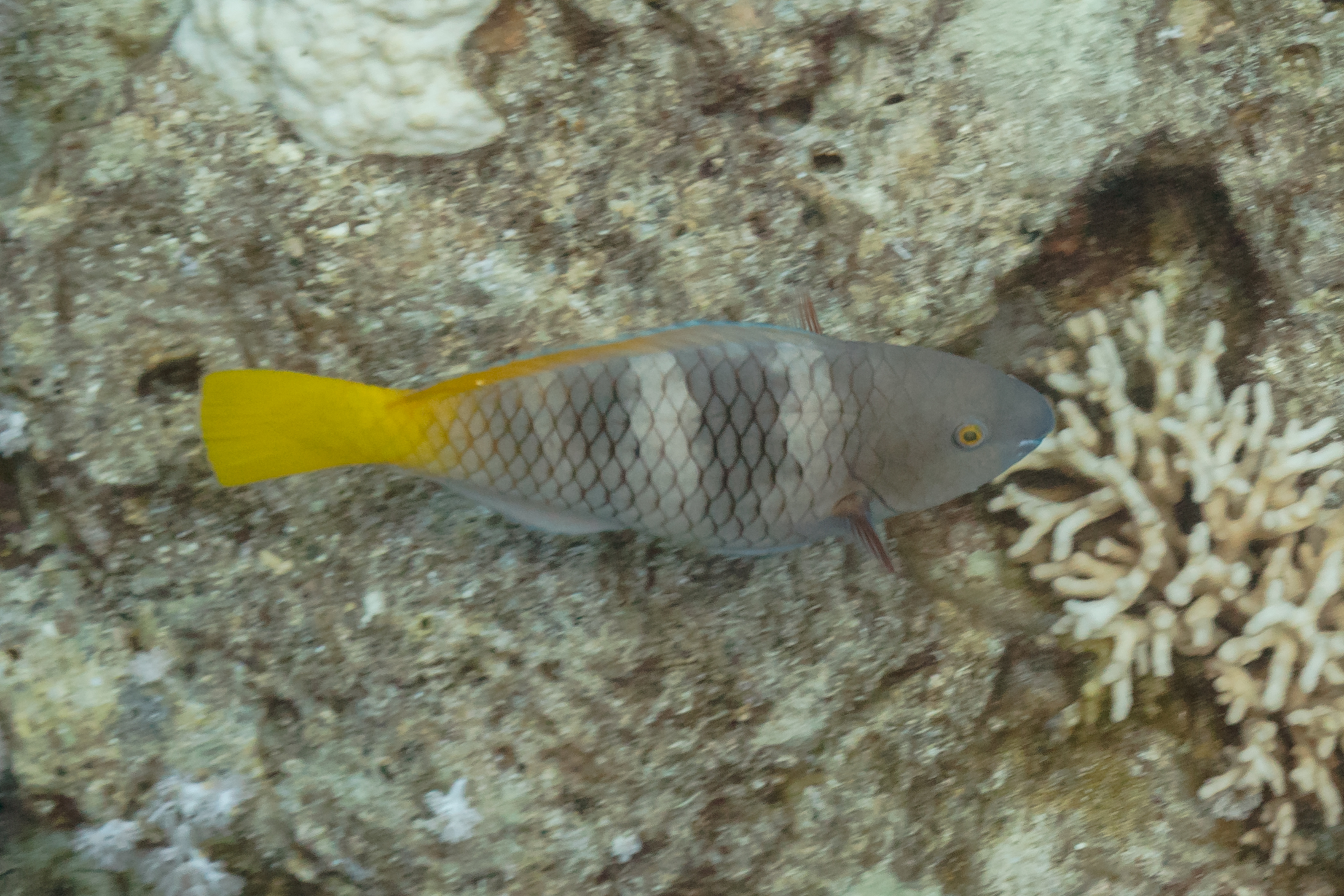
初始型成魚

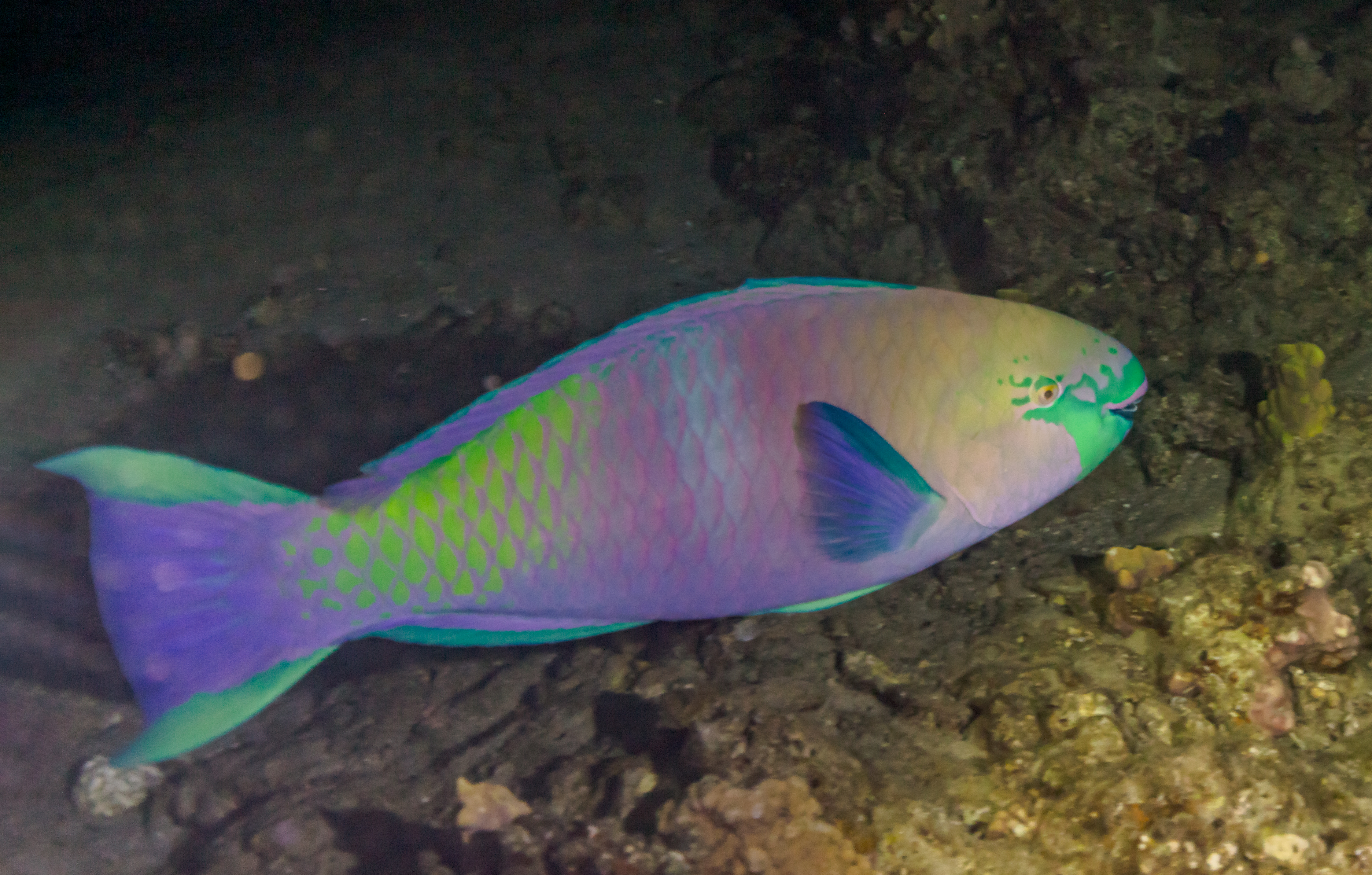
終端型成魚